# Trachyopella pannosa
Trachyopella pannosa är en tvåvingeart som beskrevs av Rohacek och Marshall 1986. Trachyopella pannosa ingår i släktet Trachyopella och familjen hoppflugor. Inga underarter finns listade i Catalogue of Life.